# A194 (Russland)
Die A 194 ist eine russische Fernstraße in der Oblast Kaliningrad. Sie führt von Kaliningrad (Königsberg (Preußen)) bis zur russisch-polnischen Grenzübergangsstelle Mamonowo (RUS)/Gronowo (PL). Auf polnischer Seite bildet die Droga krajowa 54 ihre Fortsetzung.
Im Bereich der A 194 verlaufen die Europastraßen E28 (von Minsk nach Berlin) und E77 (von Pskow nach Budapest) gemeinsam.
Vor 1945 war der gesamte Straßenverlauf der heutigen A 194 ein Teilabschnitt der ehemaligen Reichsstraße 1, die von Eydtkuhnen (heute Tschernyschewskoje) über Königsberg (Preußen) (Kaliningrad) bis Berlin und weiter nach Aachen reichte.

## Straßenverlauf der A 194

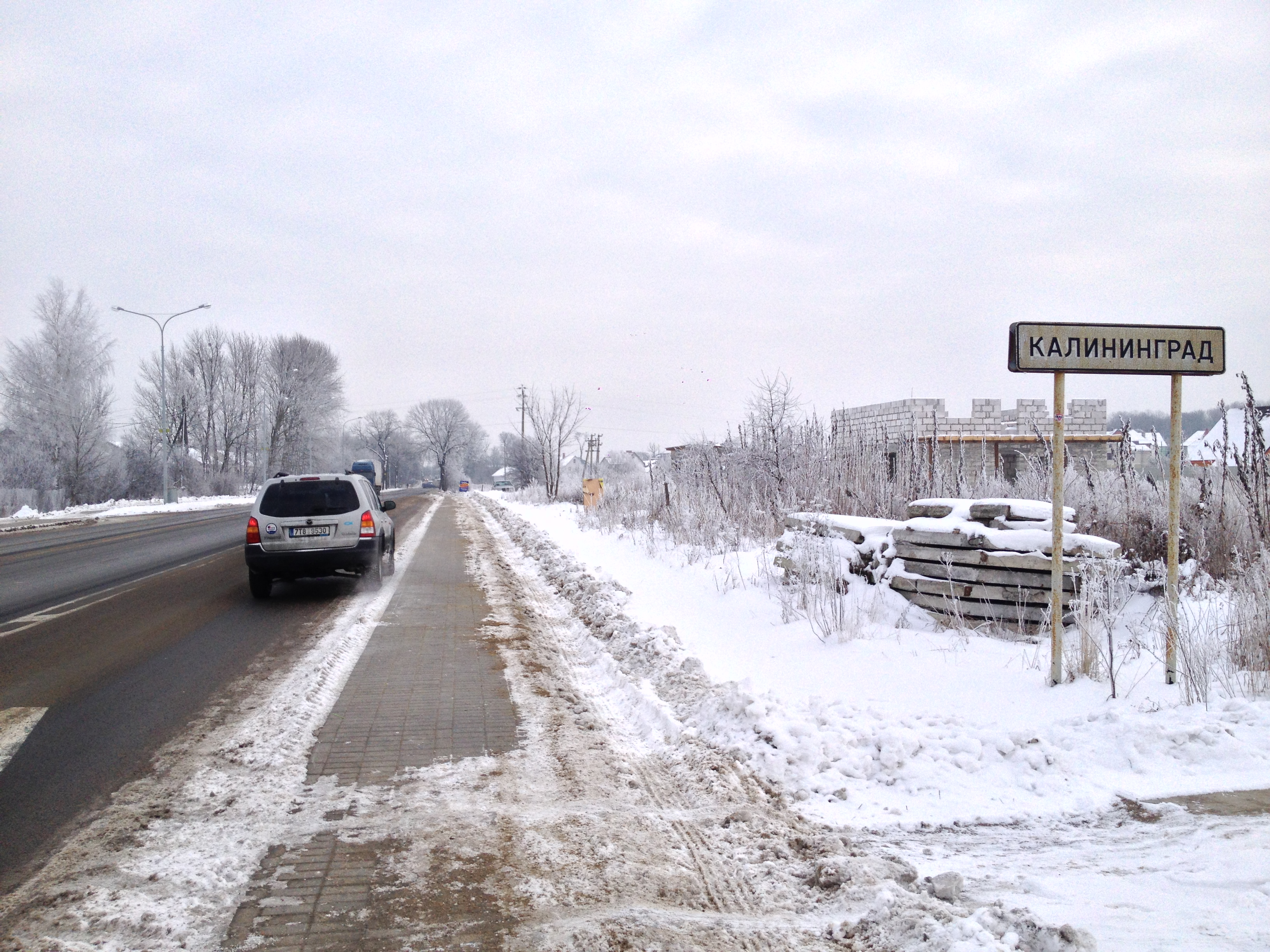
Reiseroute nach Ankunft in Kaliningrad

Stadtkreis Kaliningrad:
00 km  –  Kaliningrad (Königsberg (Preußen))
05 km  –  Kaliningrad-Suworowo (Spandienen)
07 km  –  Kaliningrad-Tschaikowskoje (Kalgen [Siedlung])
Rajon Gurjewsk:
09 km  –  Schosseinoje (Kalgen)
17 km  –  Neu Dümpelkrug
18 km  –  Einsam (Kreis Heiligenbeil)
21 km  –  Uschakowo (Brandenburg (Frisches Haff))
Stadtkreis Laduschkin:
24 km  –  Uljanowka (Klein Hoppenbruch)
28 km  –  Laduschkin (Ludwigsort)
Rajon Bagrationowsk:
32 km  –  Rasdolnoje ((Adlig) Pohren)
34 km  –  Perwomaiskoje (Pottlitten)
36 km  –  Pjatidoroschnoje (Bladiau)
38 km  –  Schukowka (Quilitten)
39 km  –  Timirjasewo (Rauschnick)
Stadtkreis Mamonowo:
41 km  –  Bogdanowka (Gnadenthal)
47 km  –  Mamonowo (Heiligenbeil)
51 km  –  Grenze nach Polen (Gronowo (Grunau)) (→ Droga krajowa 54)